# Kamburliivka, Onufriivka
Kamburliivka (în ucraineană Камбурліївка) este o comună în raionul Onufriivka, regiunea Kirovohrad, Ucraina, formată numai din satul de reședință.

## Demografie
Componența lingvistică a comunei Kamburliivka
     Rusă (81,94%)
     Ucraineană (17,49%)
     Alte limbi (0,49%)
Conform recensământului din 2001, majoritatea populației comunei Kamburliivka era vorbitoare de rusă (81,94%), existând în minoritate și vorbitori de ucraineană (17,49%).